# 赤星因徹
赤星 因徹（あかほし いんてつ、文化7年（1810年） - 天保6年8月28日（1835年10月19日））は、囲碁の棋士。肥後国出身、十世井上因砂因碩門下、七段上手。幼名は千十郎、後に因誠、因徹。井上幻庵因碩の跡目と目され、天保6年の松平家碁会において本因坊丈和と対戦して敗れた「吐血の局」は有名。26歳で夭逝。

## 生涯
肥後国菊池郡に赤星四郎兵衛の十男として生まれる。12歳のときに江戸へ出て因砂因碩に入門し、因誠と改名。15歳頃からは幻庵因碩の教えを受け、18歳で三段に昇り、幻庵の入門時の名前因徹を名乗る。天保4年（1833年）六段。天保5年七段。同年の6月、7月に丈和と先で2局打ち、ともに打ち掛けながら黒優勢であった。また、この時期に幻庵と先で一日に4局打って因徹が全勝したため、幻庵は因徹に丈和との勝負碁を打たせることにしたとのエピソードが「坐隠談叢」にある。（なお、棋譜に残された限りでは、因徹の先による幻庵との戦績は天保3年から死の年まで5勝5敗である）
名人就位を目指す幻庵は、天保2年に名人碁所に就位していた丈和の引き摺り降ろし策として、天保6年7月19日に老中松平周防守宅で開かれた碁会にて、お止め碁となっていた丈和に因徹を対戦させる。3回の打ち継ぎを挟んで四日がかり27日まで打ったこの碁は、序盤は黒の因徹が井門の秘手と言われた大斜定石の新手を繰り出して優勢に進めたが、その後「丈和の三妙手」などで挽回し丈和勝ち。この時既に重度の肺結核を患っていた因徹は、投了後吐血したと伝えられており、因徹吐血の局として知られる。またこの局中、幻庵は某寺に依頼し、不動明王に護摩を焚かせていたともいう。因徹はその2ヶ月後に死去。
文政9年（1826年）17歳時に中川順節との順節先相先での12局があり、打ち分けとなっている。関山仙太夫は著書で、因徹は七段なるも実力八段に近き井門の珍物、と評している。

## 著作
珍朧、詰碁を集めた『玄覧』、『手談五十図』。『玄覧』は、天保4年にシチョウ7図、詰碁12図を収録して『棋譜玄覧』として刊行、続いて天保6年に詰碁51図を『手談五十図』として刊行。これを弘化3年(1846年)に十二世井上節山因碩が一冊にして『玄覧』として上梓した。前田陳爾は「詰碁ベストテン」その四に挙げて、傾向は簡潔型と評している。この中には本因坊道策作の珍朧「香餌懸魚」の改作「垂棘屈産失國之形」もある。